# Формат плівки

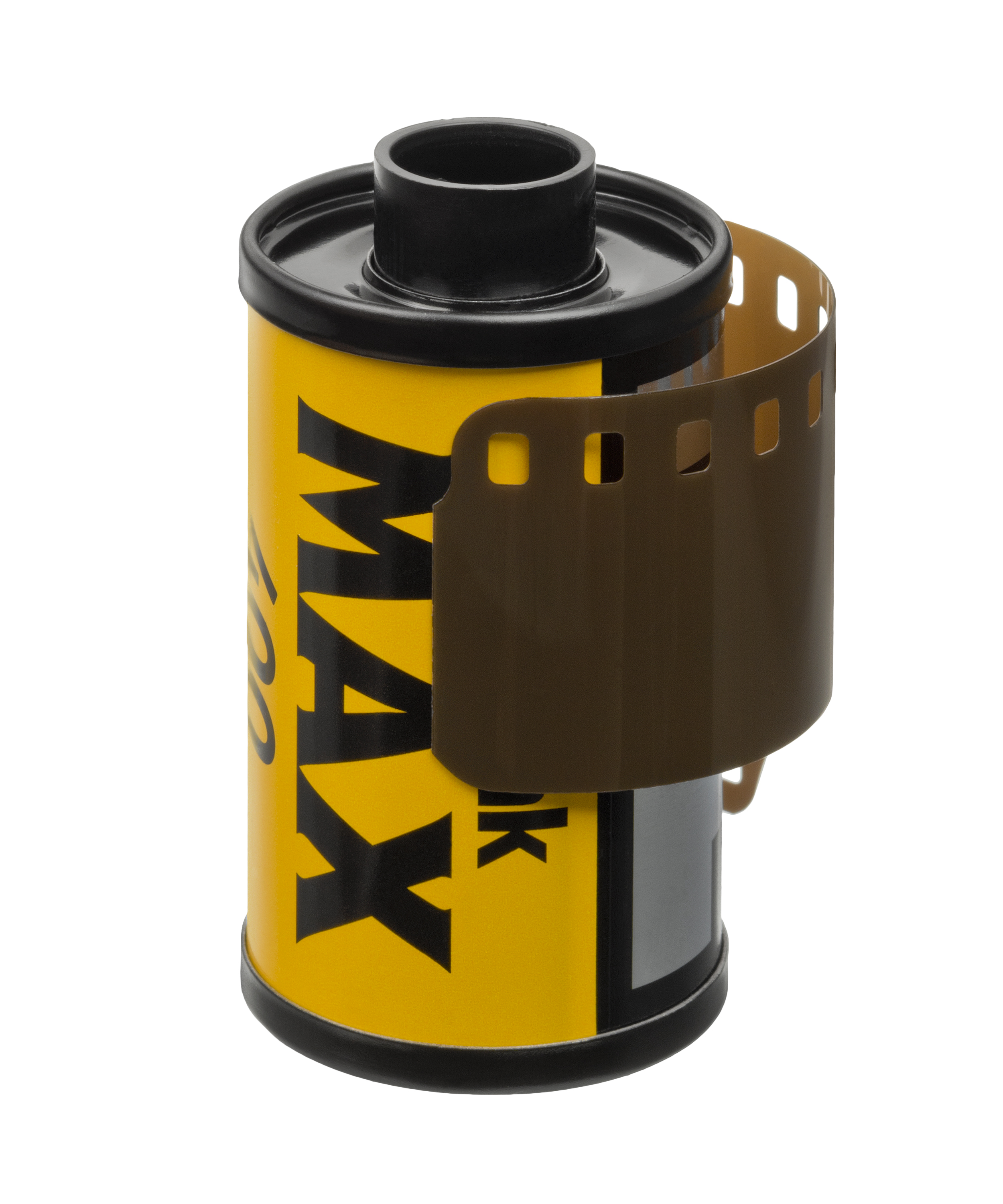
Картридж Kodak 135 (35 мм) плівка для фотоапаратів.

Формат плівки — це технічне визначення набору характеристик, що стосуються захоплення зображення на фотоплівці для фотографій або кіно. Його також можна застосовувати до проекторної плівки, слайдів або діафільмів. Основною характеристикою формату плівки є її розмір і форма. У випадку кіноплівки формат іноді включає звукові параметри

## Основні формати фотоплівки
| Тип                                    | Вигляд           | Початок виробництва | Знято з виробництва | Ширина плівки | Коментар                                                                |
| -------------------------------------- | ---------------- | ------------------- | ------------------- | ------------- | ----------------------------------------------------------------------- |
| 101                                    | котушка          | 1895                | 1956                | 89 мм         | найперший формат                                                        |
| 103                                    | котушка          | 1896                | 1949                | 125 мм        |                                                                         |
| 105                                    | котушка          | 1897                | 1949                | 82,55 мм      |                                                                         |
| 110 (рання розробка у вигляді котушки) | котушка без вісі | 1898                | 1929                | 101.6 мм      | Не відповідає 110 типу пізнішого випуску                                |
| 110                                    | картридж         | 1972                | виготовляється досі | 17 мм         | 16 мм плівка з додадковим міліметром для перфораціі захована у картридж |
| 117                                    | котушка          | 1900                | 1949                | 57,15 мм      |                                                                         |
| 120                                    | котушка          | 1901                | виготовляється досі | 70 мм         | без перфорації, має паперову обгортку                                   |
| 126                                    | картридж         | 1963                | 2008                | 26.5 мм       | картридж для аматорської фотографії                                     |
| 127                                    | котушка          | 1912                | виготовляється досі | 46 мм         | розроблялася спеціально для компактного фотоаппарату Vest Pocket Kodak  |
| 135                                    | картридж-котушка | 1934                | виготовляється досі | 35 мм         | найпопулярніший формат плівки                                           |

## Дивіться також
- Плівкова основа
- Плівковий фонд
- Keykode
- Великий формат
- Середній формат
- Мікроформа